# Tai Orathai
Tai Orathai (Thai: ต่าย อรทัย, provincie Ubon Ratchathani, 27 maart 1980), artiestennaam van Orathai Dabkham, is een Thais muzikante. Zij studeerde communicatiewetenschappen aan de Ramkhamhaeng-universiteit.
Orathai zingt in verscheidene Thaise muziekstijlen zoals luk thung. In 2000 debuteerde ze als zangeres met het lied Dok Yah Nai Pa Poon. Een ander bekend lied is Chao Chai Khong Chiwit. Het debuutalbum Sao Dok Yaah werd ruim 2 miljoen keer verkocht in Thailand.